# Sverre Fehn
Sverre Fehn (Kongsberg, 1924. augusztus 14. – Oslo, 2009. február 23.) norvég építész.

## Életpályája
Építészeti tanulmányait a második világháború utáni években végezte. Tanára, Arne Korsmo, és egy marokkói utazás 1952-53-ban nagy hatással volt Fehn korai építészetére. 1954-ben Párizsban dolgozott Jean Prouvé irodájában, és Le Corbusier munkáit tanulmányozta. Első jelentős munkája az 1955-ben befejezett oslói Økern Idősek Otthona volt, melynek társtervezője Geir Grung volt. 1958-ban Grung, Korsmo és további hét fiatal építés részvételével megalapította a PAGON-csoportot. A csoport neve egy mozaikszó melynek jelentése: Progresszív Norvég Építészek Csoportja Oslóban.
Az 1958-as Brüsszeli Világkiállítás norvég pavilonjának terve nemzetközi elismerést hozott. Két legjelentősebbnek tartott munkája, a velencei biennálé Északi Országok Pavilonja és a norvégiai Hamar város múzeuma az 1960-as években készült el. 1971 és 1995 között az Oslói Építészeti Főiskola professzora volt. Az 1990-es években további múzeumokat kezdett tervezni, közöttük a fjærlandi Norvég Gleccsermúzeumot (1991) és az alvdali Aukrust Központot (1996), az ørstai Ivar Aasen Központot, a horteni Norvég Fényképészeti Múzeumot (2001) és a Norvég Építészeti Múzeumot (2007).
1993-ban elnyerte a Francia Építészeti Akadémia aranyérmét, 1997-ben pedig a Pritzker-díjjal és a Heinrich Tessenow Aranyrémmel lett kitüntetve. 2001-ben elsőként vehette át a Grosch-érmet, melyet Christian H. Grosch emlékére alapítottak.

## Képtár

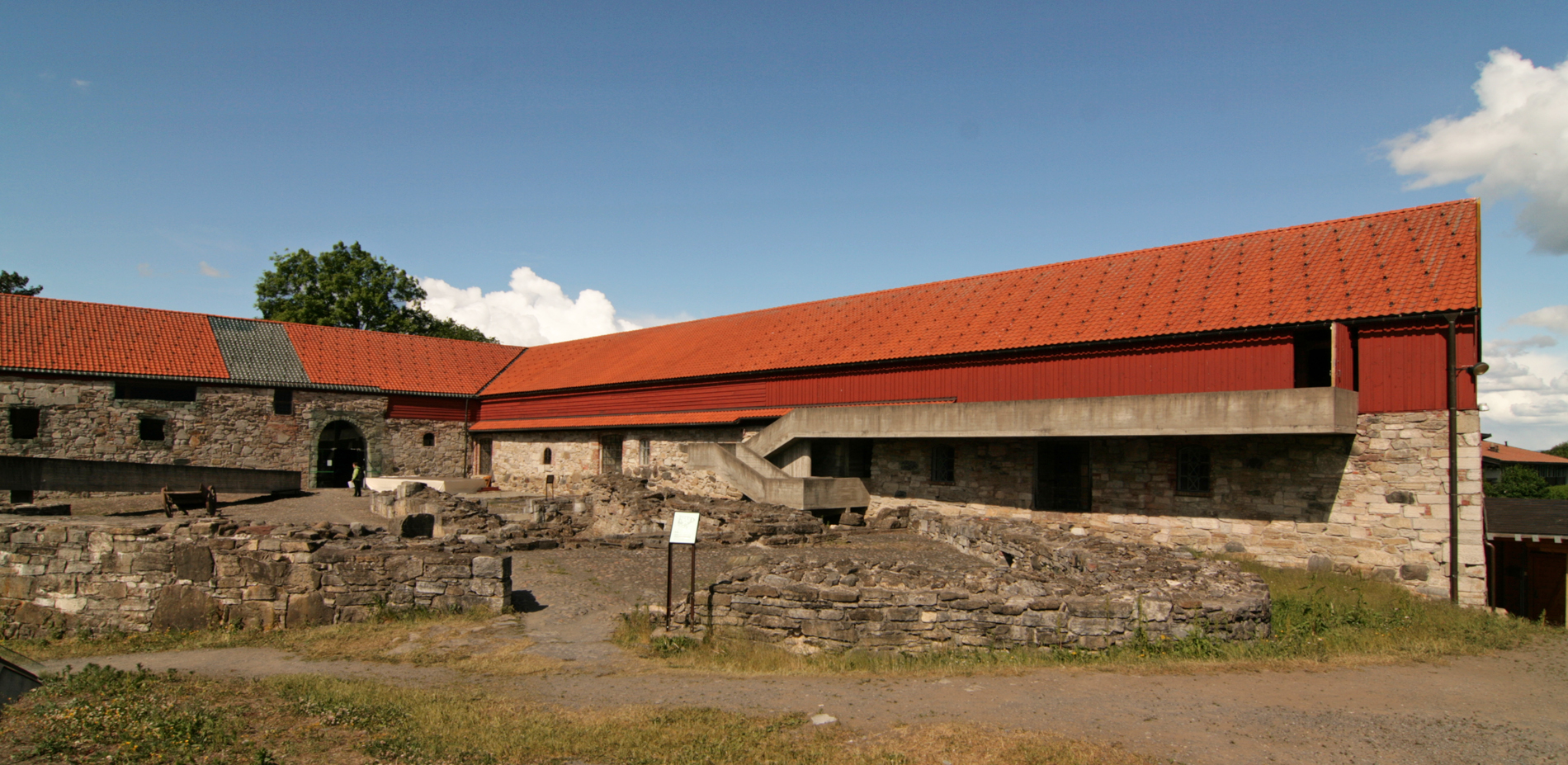
Hedmarki Múzeum (1967–1979)
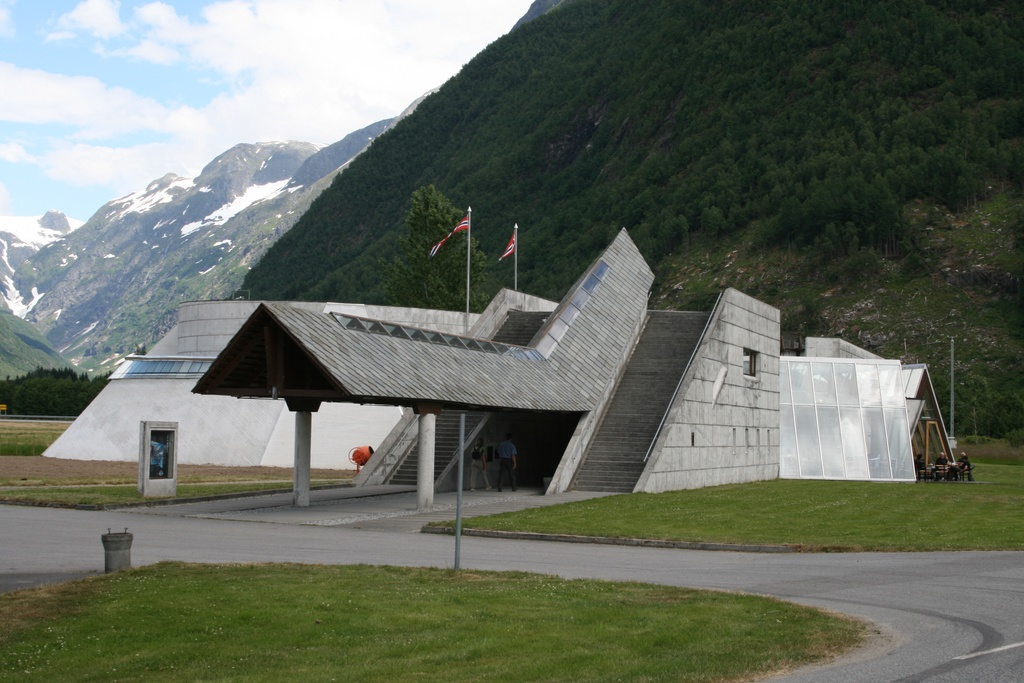
A fjærlandi Norvég Gleccsermúzeum (1991)
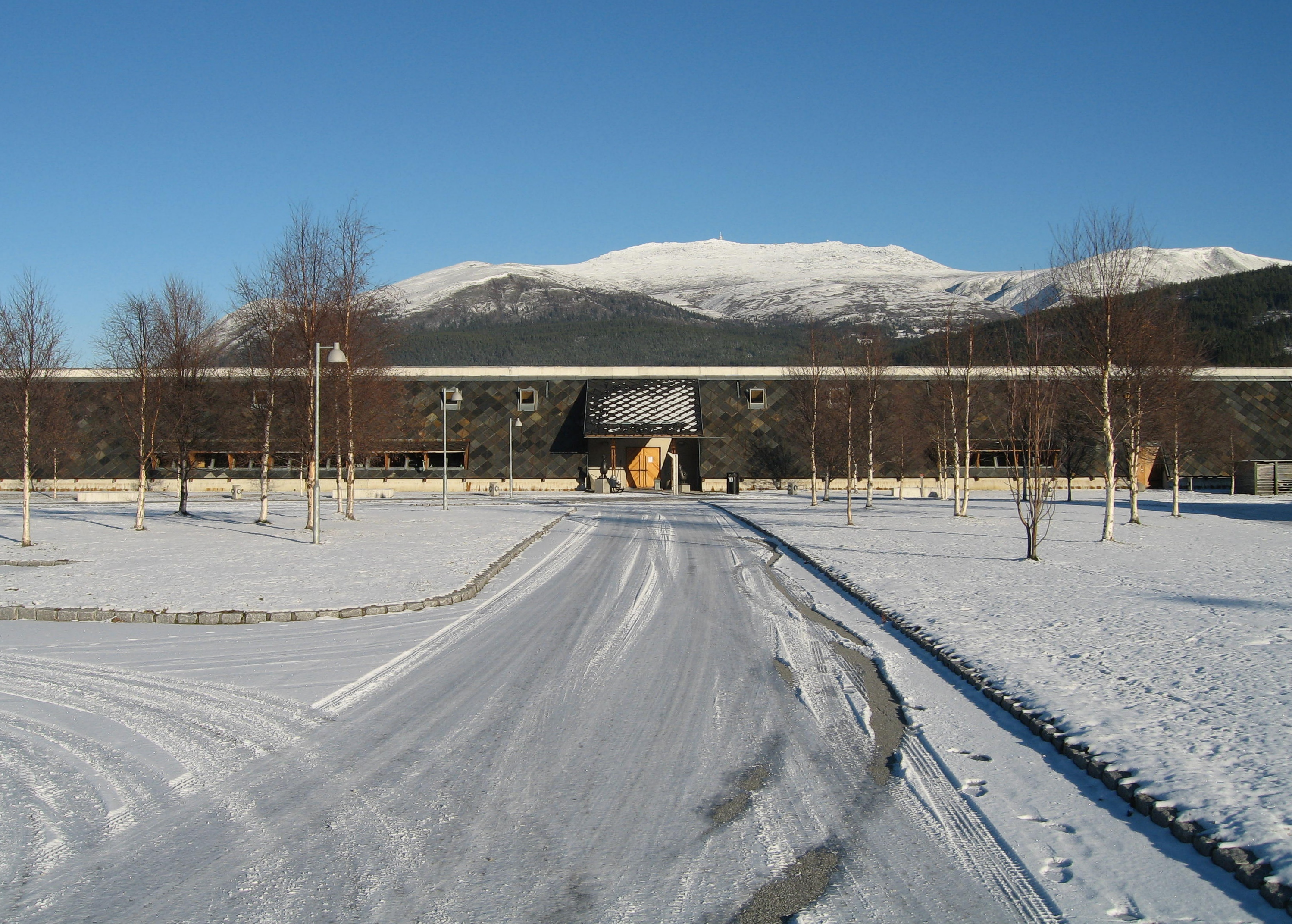
Az alvdali Aukrust Központ (1996)
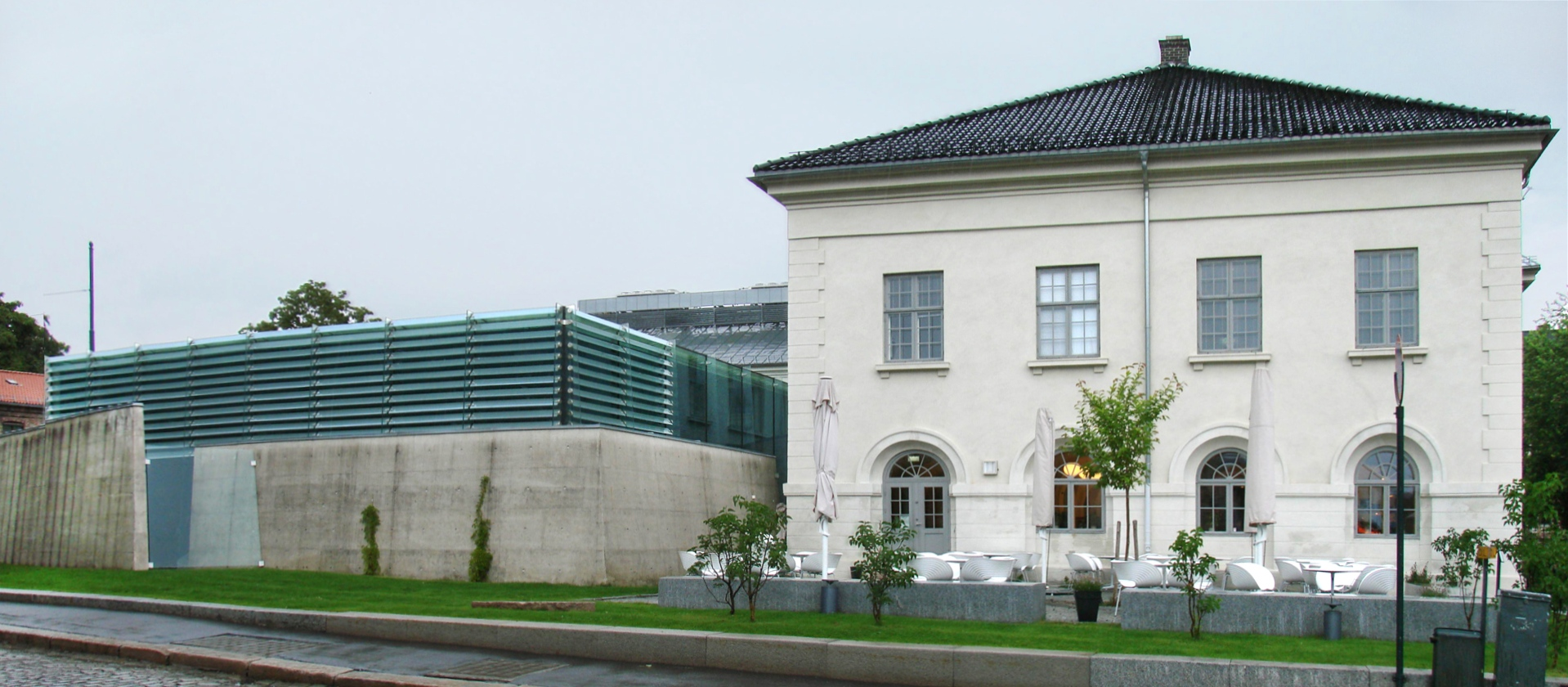
Norvég Építészeti Múzeum (2007)